# ТЕЦ Паніпат (PNCP)
29°27′20″ пн. ш. 76°51′29″ сх. д. / 29.45556° пн. ш. 76.85806° сх. д.
ТЕЦ Паніпат (PNCP)— енергетичне господарство нафтохімічного комплексу, який створений компанією Indian Oil Corporation Limited (IOCL) за проектом Panipat Naphtha Cracker Project (PNCP).
У 2011 роках в Паніпаті почав роботу потужний нафтохімічний майданчик. Його енергетичні потреби забезпечує власна ТЕЦ, яка отримала:
- п'ять газових турбін з показниками по 25,6 МВт, що живлять відповідну кількість котлів-утилізаторів;
- два парові котли продуктивністю по 407 тонн пари на годину;
- три парові турбіни потужністю по 36,8 МВт.

Всього станція може виробляти 235 МВт електроенергії та 228 тонн технологічної пари на годину.
Як паливо ТЕЦ використовує природний газ, що надходить по трубопроводу Дадрі — Паніпат.
Можливо також відзначити, що неподалік працює ТЕЦ Паніпат, яка обслуговує нафтопереробний завод IOCL.